# Southside (Alabama)
 Southside és una població dels Estats Units a l'estat d'Alabama. Segons el cens del 2000 tenia 7.036 habitants.

## Demografia
Segons el cens del 2000, Southside tenia 7.036 habitants, 2.653 habitatges, i 2.170 famílies La densitat de població era de 143,7 habitants/km².
Dels 2.653 habitatges en un 35,6% hi vivien nens de menys de 18 anys, en un 72,6% hi vivien parelles casades, en un 6,6% dones solteres, i en un 18,2% no eren unitats familiars. En el 16,2% dels habitatges hi vivien persones soles el 6,4% de les quals corresponia a persones de 65 anys o més que vivien soles. El nombre mitjà de persones vivint en cada habitatge era de 2,62 i el nombre mitjà de persones que vivien en cada família era de 2,93.
Per edats la població es repartia de la següent manera: un 24,1% tenia menys de 18 anys, un 6,9% entre 18 i 24, un 30,1% entre 25 i 44, un 28% de 45 a 60 i un 10,8% 65 anys o més.
L'edat mediana era de 38 anys. Per cada 100 dones hi havia 98,4 homes. Per cada 100 dones de 18 o més anys hi havia 95,6 homes.
La renda mediana per habitatge era de 52.464 $ i la renda mediana per família de 58.427 $. Els homes tenien una renda mediana de 41.664 $ mentre que les dones 29.375 $. La renda per capita de la població era de 21.936 $. Aproximadament el 2,2% de les famílies i el 3,6% de la població estaven per davall del llindar de pobresa.

## Poblacions més properes
El següent diagrama mostra les poblacions més properes.